# ヴァイオリン協奏曲第2番 (パガニーニ)
ヴァイオリン協奏曲第2番ロ短調『ラ・カンパネラ』作品7は、ニコロ・パガニーニが作曲した2番目のヴァイオリン協奏曲。第3楽章が「鐘のロンド」で有名である。「ラ・カンパネッラ」とも表記される。

## 概要
ヴァイオリン協奏曲第2番の作曲年代は、1811年から1812年か1819年と1826年と推定されているだけで、確実には判明していない。また1824年にヴェネツィアで既に作曲されていたが、その時はまだオーケストレーションをしていなかったという説もある。パガニーニは1826年12月12日付の手紙に「クリスマスの後にサン・カルロ劇場で演奏会を行ない、ナポリではまだ弾いたことがないヴァイオリン協奏曲第1番と、鐘のオブリガートがつく第2番を演奏するつもりです」と書いている。また国外での初演は1828年3月29日にウィーンで「オーケストラ伴奏」で行われたということであり、それに対してこの曲のオーケストレーションがなされたのは1838年のパリであったとする研究家もいる。また初演された年代は未だに不明である。
また、リストはこの曲の終楽章を後に、変奏曲形式によるピアノ曲に編曲し、1832年に「パガニーニの「鐘」によるブラヴーラ風大幻想曲」を作曲している。さらに、「パガニーニによる超絶技巧練習曲」と呼ばれるものを1838年に作り上げ、1851年に改訂した作品である「パガニーニによる大練習曲」の第3番が有名な「ラ・カンパネッラ」で、広く親しまれている。

## 構成
全3楽章の構成で、演奏時間は約30分。
第1楽章 アレグロ・マエストーソ　ロ短調
形式的に自由で、第1主題と第2主題の性格は明確ではなく、またオーケストラは前奏と間奏部のほか、ほとんど伴奏的存在に終始している。ニ長調の第2主題は、パガニーニと親しかったロッシーニの歌劇「セビリアの理髪師」の序曲の旋律によく似ている部分がある。
第2楽章 アダージョ　ニ長調
美しい旋律の背後に寂しい感情が潜む歌謡風な楽章である。
第3楽章 ロンド（アレグロ・モデラート）　ロ短調
全曲中最も名高い「鐘のロンド」で、独奏ヴァイオリンの示すロンドの主題で始まり、ヴァイオリンのフラジオレットによる鐘の模倣とオーケストラの鐘（またはベル）のかけ合いが繰り返される。